# Mary Poppins (personaggio)
Mary Poppins è un personaggio immaginario e l'omonimo protagonista dei libri di Mary Poppins di P. L. Travers e di tutti i loro adattamenti. Una magica tata inglese, vola giù dal cielo soffiata dal vento dell'est, arriva alla casa dei Banks al numero 17 del viale dei Ciliegi, a Londra, dove viene assunta come bambinaia dei fratelli Jane, Michael, John e Barbara Banks e insegna loro lezioni preziose con una gentilezza sregolata.
Durante il periodo trascorso con i suoi protetti, ella darà la prova della sua magia, dall'entrare in un quadro dipinto sull'asfalto, al parlare con gli animali e così via. Finito il suo compito, la magica tata torna da dove è venuta, tra le nuvole, senza salutare per non dispiacersi ulteriormente.
Julie Andrews, che ha interpretato il personaggio nell'adattamento cinematografico del 1964, ha vinto l'Oscar alla migliore attrice. La rivista cinematografica britannica Empire includeva Mary Poppins (come interpretata dalla Andrews) nella lista dei 100 migliori personaggi del film del 2011. Acclamata per la sua interpretazione di Mary Poppins nel sequel del 2018, Emily Blunt ha ricevuto una nomination ai Golden Globe come miglior attrice protagonista in un film - Musical o Commedia.

## Descrizione del personaggio
(Mary Poppins, Mary Poppins)

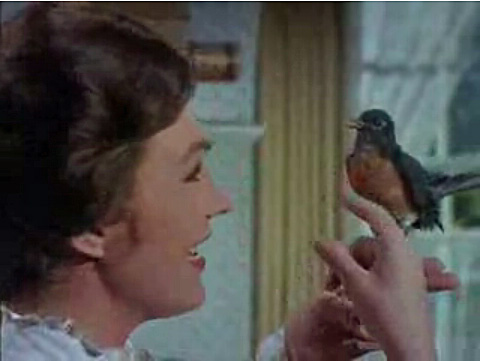
Mary Poppins, duettando con un pettirosso, mentre canta Basta un poco di zucchero

Una signora inglese per eccellenza, Mary Poppins è una donna un po' severa ma premurosa, che usa la magia e l'autocontrollo per prendersi cura dei bambini Banks. Di solito è identificabile dal suo grazioso cappello con fiori e ciliegie e dall'ombrello con il manico a forma di testa di pappagallo parlante che porta con sé ovunque vada in giro. È gentile nei confronti dei bambini, ma può essere risoluta quando necessario. Nella versione cinematografica, è una giovane donna, con un'aria di grazia ed eleganza.
L'autrice, P. L. Travers, è stata irremovibile sull'aspetto di Mary Poppins nelle illustrazioni del romanzo, lavorando a stretto contatto con l'illustratrice Mary Shepard per creare un'immagine del personaggio. Alla fine hanno basato l'apparizione di Mary Poppins su quella di una bambola olandese: alta e ossuta, con corti capelli neri, grandi occhi blu, un naso camuso e una bocca stretta e increspata. Travers obiettò originariamente al casting di Julie Andrews nei panni di Mary Poppins, sostenendo che la Andrews era troppo attraente per il ruolo; tuttavia, incontrando Julie Andrews di persona per la prima volta, Travers presumibilmente esaminò l'attrice per alcuni momenti prima di dire "Bene, hai il naso per questo".

## Nei libri
But nobody ever knew what Mary Poppins felt about it, for Mary Poppins never told anything.»
Ma nessuno sapeva come la pensasse in proposito Mary Poppins, perché ella non diceva nulla a nessuno.»
(P. L. Travers, Mary Poppins)
Mary Poppins nei libri di Travers è severa e senza fronzoli, affermando il suo insolito marchio di disciplina nei confronti dei quattro (dopo cinque) figli dei Banks a suo carico. Mary è molto vanitosa e si ammira sempre nello specchio e in altri riflessi. Rimprovera costantemente i bambini per il loro comportamento "cattivo", specialmente quando sottolineano le cose magiche che fa, poiché lei nega costantemente che lei sia tutto tranne che una donna vera e propria. Mary mostra solo il suo lato più gentile attorno ai suoi amici, tra cui lo spazzacamino Bert,  la signora Corry e Nellie-Rubina.
Mary ha molti parenti, ognuno con la propria natura soprannaturale o comunque eccentrica, almeno uno dei quali appare in ogni libro. Sembra essere ben nota a ogni sorta di entità magica (stregoni, animali parlanti, ecc.) che appaiono nei libri, alcuni dei quali la amano molto e altri che sono piuttosto terrorizzati da lei. Alcuni personaggi, in particolare uno sfacciato corvo visto nei primi due libri, la chiamano "La Grande Eccezione", che significa, tra le altre cose, che lei è l'unico essere umano che ha conservato i segreti magici che i bambini possiedono (come il potere di comunicare con gli animali) finché crescono e finché non si dimenticano di possederli.
Alcune delle sue avventure si verificano a Londra, altre in strani regni, identificabili, in termini letterari, come magici e fantasy. Mary Poppins potrebbe essere descritta come un personaggio che esiste in ogni genere immaginabile allo stesso tempo. Ci sono molte persone strane e fenomeni nel mondo, ma solo Mary Poppins è familiare con tutti loro. Nel primo libro, quest'ultima arriva al numero 17 del Viale dei Ciliegi, a Londra, casa della famiglia Banks, con la sua borsa da viaggio fatta con un tappeto, trasportata dal vento dell'Est. Si allontana quando apre l'ombrello e il vento dell'ovest la porta via.

## Nei film
(Mary Poppins, Il ritorno di Mary Poppins)

Mary Poppins nel primo film insieme a Bert, nel dipinto di quest'ultimo

Mary Poppins nel primo film Disney, interpretata da Julie Andrews, è anche piuttosto severa ma allo stesso tempo più gentile, allegra e amorevole nei confronti dei due figli Banks di cui lei è in carica come tata. Mary ha anche un'amicizia con Bert, uno spazzacamino e artista di strada, che è abbastanza a suo agio con la parte di magia di Mary. Lei è meno vanitosa ed egoista (anche se ci sono un paio di riferimenti alla sua vanità, ad esempio quando sostituisce uno squallido specchio a muro con uno più elegante e canta un duetto con il suo riflesso), e molto più comprensiva nei confronti dei due bambini rispetto al tata nelle storie originali.
Al suo arrivo, la tata indossa una gonna azzurra lunga fino ai piedi, con due linee verticali bianche, e un cappotto nero fino al ginocchio, sopra una camicetta bianca e una sciarpa a righe rosse e rosa. Al contrario del libro, il suo cappello è di paglia nera, contornato da ciliegie e margherite. Nel corso del film cambia più volte vestito, rimanendo sempre nei classici completi degli anni '10, tranne durante la sequenza di Supercalifragilistichespiralidoso, dove indossa un abito bianco con maniche a sbuffo e fiocchi rossi, con un cappello bianco e rosa. Anche il suo ombrello, nero col manico a forma di pappagallo verde, diventa rosa con la tela bianca e rosa.
Emily Blunt ha interpretato Mary Poppins nel sequel  Il ritorno di Mary Poppins , in cui la tata è più severa e riservata, parla e scherza di meno. Infatti, Emily Blunt ha affermato che per prepararsi al ruolo della magica tata, ha smesso di guardare il film originale, conservando il ricordo di quando lo guardava da bambina, e ha tratto ispirazione per il suo personaggio solamente dai libri, in cui Mary Poppins è, appunto, più severa e formale. Mary è amica anche di Jack, un lampionaio che in precedenza era uno spazzacamino amico di Bert.
La nuova Mary Poppins, a differenza della prima, arriva a casa Banks scendendo dal cielo attaccata alla fine della corda dell'aquilone di Georgie Banks, e indossa un cappotto blu lungo fino ai piedi sopra ad una camicetta a pois rossi e una gonna aderente lunga come il cappotto. Indossa una papillon rosso sotto un foulard rosso a pois neri, stessa fantasia dei guanti. Nel corso del film cambia più volte i completi, nel pieno stile degli anni '30, mentre nella sequenza della gita nel vaso Royal Doulton indossa prima un abito rosa a righe bianche, e poi uno viola con una sottogonna di raso rosa e una bombetta viola. Durante il bagno con i bambini, indossa un abito corto blu con righe bianche, con un cappellino bianco. Il suo ombrello, nero con il manico a forma di testa di pappagallo bronzo, diventa rosa con le righe bianche, durante la sequenza del vaso, e si trasforma poi in un tendone da circo.
Come successo per l'interpretazione della Andrews, valsale un Oscar alla migliore attrice, la Mary Poppins di Emily Blunt è stata accolta dalla critica positivamente, e la stessa attrice è stata elogiata più volte per la sua interpretazione.

## Nei musical

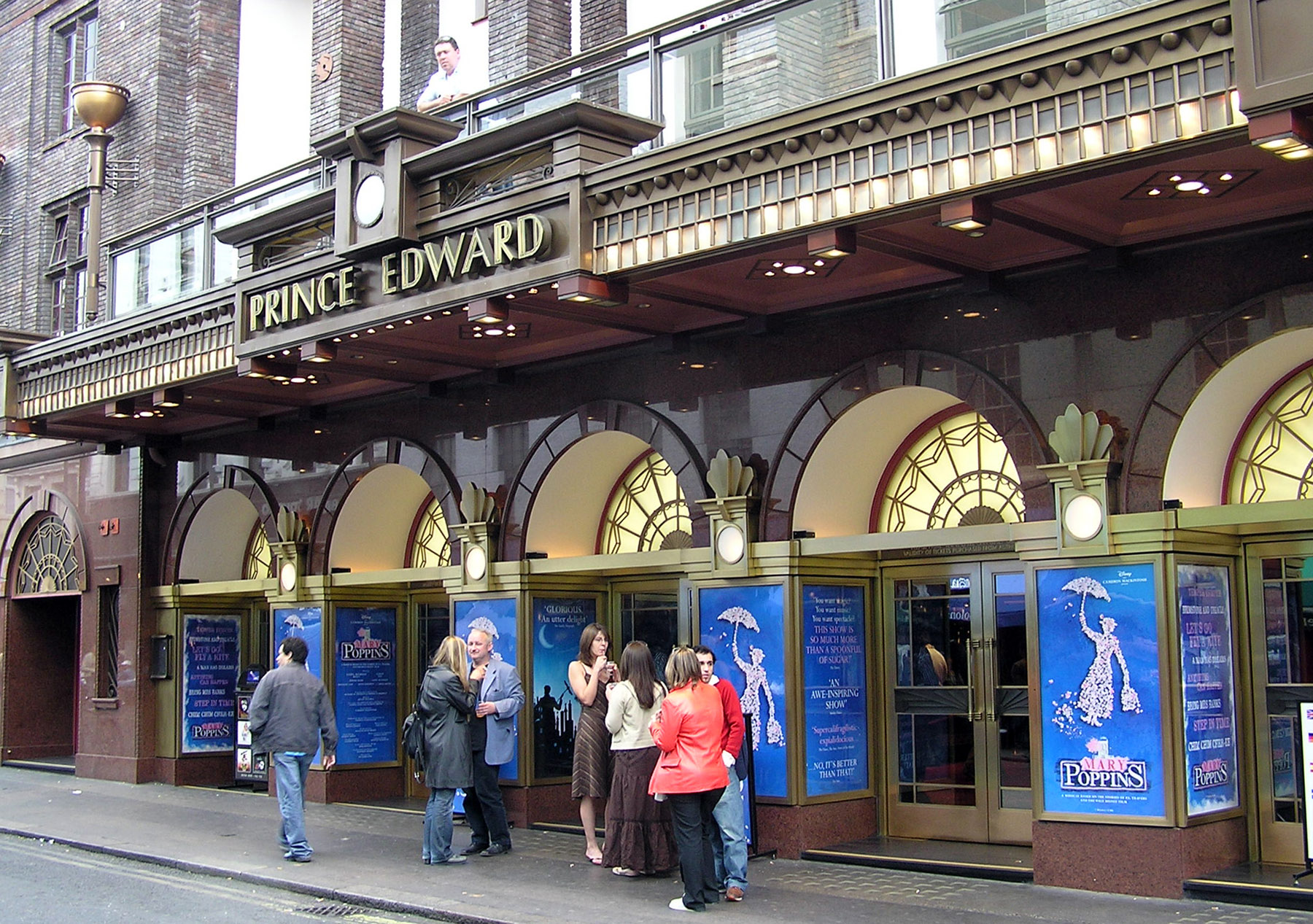
Locandina originale del musical presente nel teatro di Londra

In entrambe le versioni del musical teatrale del West End e Broadway, il personaggio di Mary Poppins è più deliberatamente misterioso che nella versione cinematografica. È leggermente più severa con i bambini (che sono anche più cattivi delle loro controparti di libri e film), ma solo perché vuole che diventino il meglio che possono essere. Anche Mary nella versione teatrale è più consapevole dei sentimenti di Bert nei suoi confronti.
Durante il musical, Mary Poppins arriva a casa dei Banks per badare ai due bambini, Jane e Michael, che hanno fatto andare via l'ennesima tata. Ma essi, al contrario del film, non si fanno controllare dalla tata, né diventano più gentili e buoni, così ella è costretta ad andarsene. Quando a casa Banks arriva la signora Andrew, la vecchia tata del sig. Banks, Mary Poppins fa il suo ritorno, stando con i bambini fino a quando essi, più buoni, decidono di essere gentili.

## Poteri ed abilità
(Mary Poppins, Il ritorno di Mary Poppins)

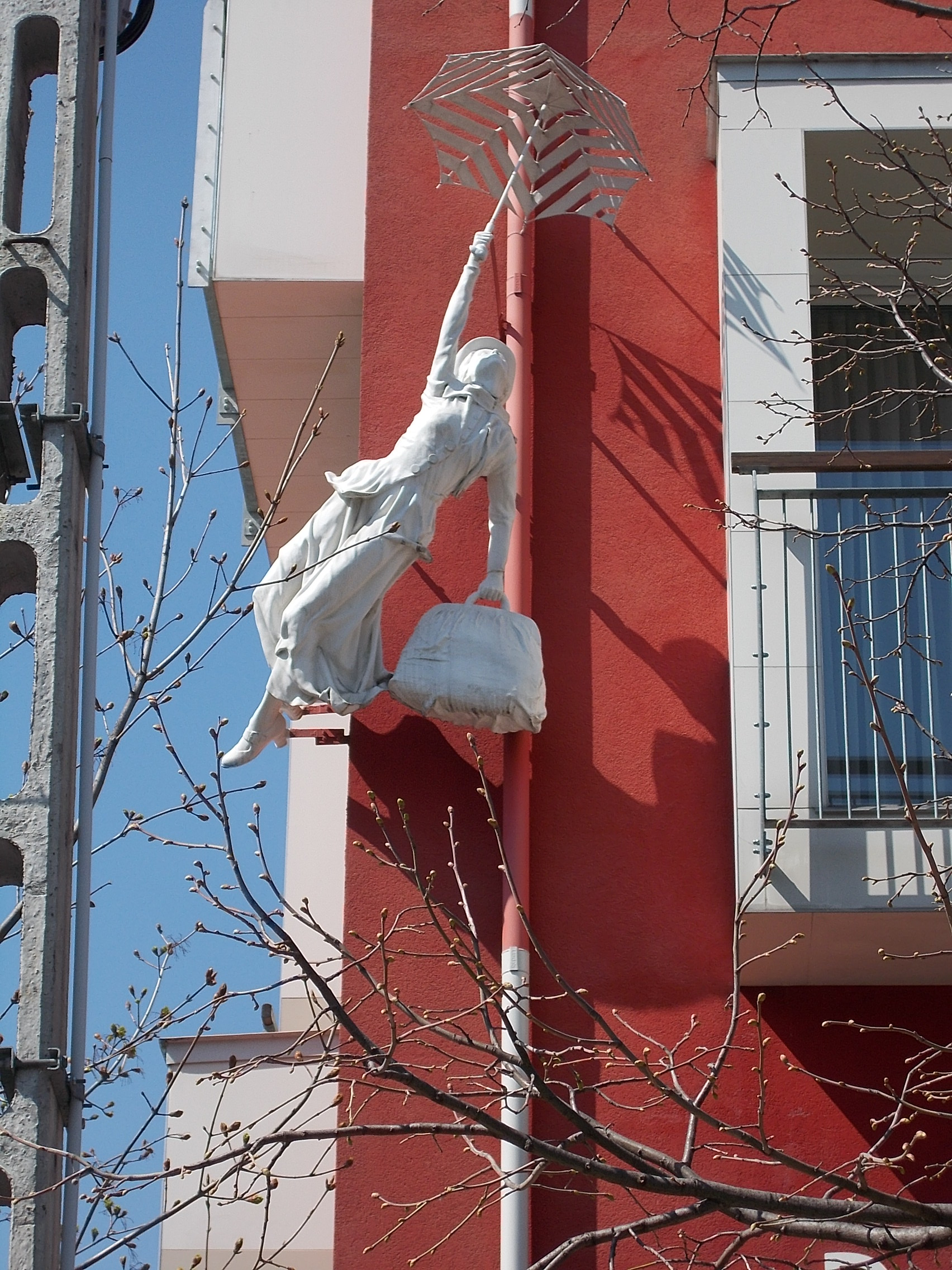
Statua che raffigura Mary Poppins mentre vola

Mary Poppins possiede una magia particolare: è in grado di volare e parlare con gli animali. Nel suo primo arrivo a casa Banks, Mary Poppins scende dal cielo attaccata al suo ombrello nero dal manico a forma di pappagallo parlante, spinta del vento dell'Est, chiamata dall'inserzione di Jane e Michael, precedentemente distrutta da loro padre. Quando pulisce la camera dei bambini, schioccando le dita tutto il disordine scompare, le maglie si piegano da sole e si ritirano nei cassetti, i letti si rimettono in ordine e i giocattoli si ritirano, mentre Mary Poppins duetta con un pettirosso.
Durante una passeggiata nel parco, la tata incontra Andrew, il cane della signorina Lark, che le dice del problema a casa dello zio Albert, dove poi Mary Poppins fluttua fino al soffitto, raggiungendo suo zio. Insieme a Bert, Mary Poppins e i bambini si catapultano dentro uno dei disegni dello spazzacamino grazie alla magia della tata, che, finita la sua missione, apre l'ombrello e vola di nuovo in cielo.
Mary Poppins è anche in grado di animare le statue, come ha fatto con la statua di Neleo nel libro Mary Poppins apre la porta.
Anche nel secondo film, dove la tata scende dal cielo alla fine di un aquilone, Mary Poppins dà prova delle sue abilità magiche: mette in ordine dei fogli sparsi per il pavimento con il solo sguardo, e, quando è ora di fare il bagno ai bambini Banks, tutti finiscono in fondo al mare, dove cantano e navigano nella vasca da bagno. Anche dopo ventiquattro anni, Mary Poppins non è invecchiata di un giorno, a detta di Michael.
Mary Poppins e i bambini si catapultano poi dentro il vaso di porcellana nella stanza dei bambini, dove assistono ad uno spettacolo canoro in onore della tata. Come nel primo film, Mary Poppins è in grado di duettare con il suo riflesso in uno specchio, che prende vita, e può salire le scale scivolando al contrario sul mancorrente. Anche alla fine di questo film, la tata apre l'ombrello e vola via, trascinata dal vento dell'Ovest.

## Relazioni e parentele
- Donna degli uccelli
La donna degli uccelli è una donna anziana che siede sui gradini della cattedrale di St Paul e nutre gli uccelli. Vende borse di briciole ai passanti per sfamare gli uccellini. Appare alcune volte nei libri ed è una buona amica di Mary. Successivamente viene rivelato che è la madre del guardiano del parco e il suo vero nome è Mrs. Smith.
- Mrs. Clara Corry
La signora Clara Corry è una donna estremamente anziana, che dice di essere la donna più anziana del mondo. Si dice che sia stata adolescente quando il mondo fu creato, e conobbe Guglielmo il Conquistatore e Alfredo il Grande. Possiede un negozio dove vende il panpepato. È in grado di staccarsi le dita che si trasformano immediatamente in panpepato, mentre le sue stesse dita ricrescono. Appare più volte attraverso i libri insieme alle sue figlie.
- La Mucca Rossa
Una "mucca modello" autodefinita che Mary Poppins ricorda come una buona amica di sua madre. Una stella caduta una volta si impigliò nel suo corno, facendola ballare in modo incontrollabile fino a quando, in preda alla disperazione, saltò sopra la luna. Inaspettatamente, scopre di sentire la mancanza della felice sensazione che le danze le hanno dato, e su consiglio della madre di Mary Poppins decide di cercare un'altra stella. In Mary Poppins, Michael vede la Mucca Rossa camminare lungo il Viale dei Ciliegi alla ricerca di una stella, portando Mary Poppins a raccontare la sua storia ai bambini.
- Zio Albert
Albert Wigg è lo zio di Mary Poppins, presumibilmente il fratello di sua madre; un grande uomo calvo e rotondo con una personalità gioviale. Se il suo compleanno cade di venerdì, diventa così pieno di "gas esilarante" che fluttua nell'aria.
- Arthur Sotto e Tartina Sopra
Arthur e Topsy Turvy (in originale) sono i cugini di Mary Poppins. Arthur Turvy ripara oggetti rotti e soffre di una condizione per cui diventa costretto a fare l'opposto di quello che vuole (ad esempio, in piedi sulla sua testa quando vuole stare normalmente) dalle 3:00 alle 6:00 del pomeriggio, del secondo Lunedì di ogni mese. Nonostante questo si innamora di Topsy e la sposa.
- Alfred Twigley
Alfred Twigley è il cugino di Mary Poppins. Ottiene sette desideri realizzabili durante la notte della prima luna nuova, dopo la seconda domenica piovosa, dopo il 3 maggio, come regalo della sua madrina.
- Signora dei palloni
La Signora dei Palloni è una vecchia e un'amica di Mary che vende palloncini nel parco. I suoi palloncini sembrano avere una qualità magica, con su scritto il nome di chi li compra, che se sceglie quello giusto può librarsi in aria.
- Lo Spazzacamino
Lo Spazzacamino appare in alcune occasioni, è un operaio frequentemente presente nel Viale dei Ciliegi. Ha lavorato per Miss Lark, l'ammiraglio Boom e la famiglia Banks. Ritiene che sia un augurio di buona fortuna stringere la mano con uno spazzacamino, quindi incoraggia tutti quelli che lo incontrano a stringergli la mano. Egli  è particolarmente amichevole con i bambini Banks e, in un'occasione, insieme a Bert e al guardiano del parco, li accompagna per far scoppiare i fuochi d'artificio.
- Signora Calico
La Signora Calico vende dei bastoncini di menta, grandi come dei bastoni da passeggio, all'interno del parco, e come pagamento, dai suoi clienti vuole uno spillo, che loro devono appuntarle sul vestito. Quando poi le persone prendono i suoi bastoncini, essi si librano in aria come farfalle, e i clienti li cavalcano nel cielo. È una vecchia amica della magica tata.

## Altri media

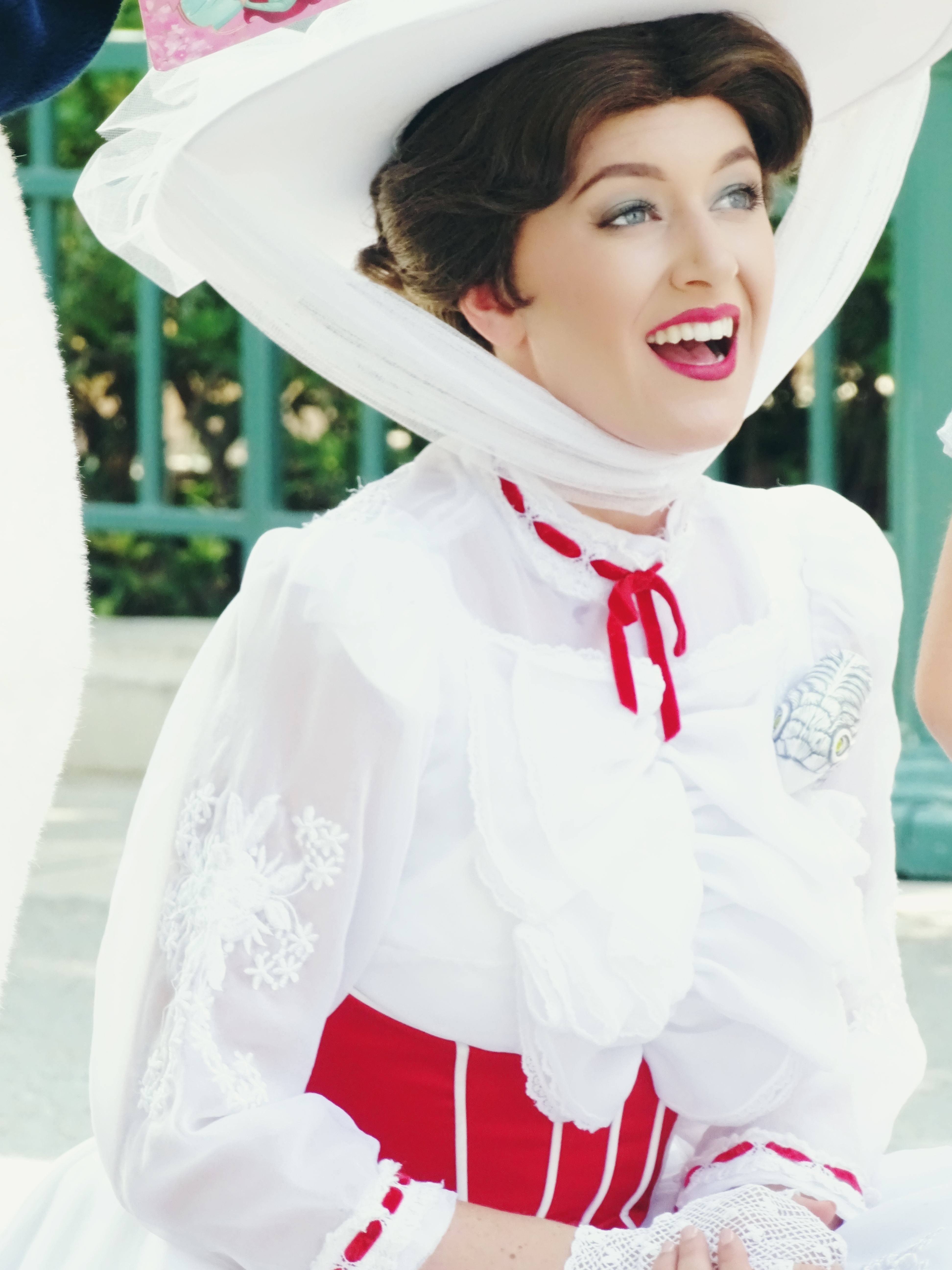
Mary Poppins mentre incontra i visitatori in Piazza Fratelli Lumiere a Disneyland

Nel 2004, in occasione del 40º anniversario del film, viene creato un cortometraggio, "The Cat that Looked at the King" tratto da un capitolo del terzo libro della saga di Mary Poppins, Mary Poppins apre la porta.
In questa occasione ci ritroviamo al parco del Viale dei Ciliegi, e una ormai anziana Julie Andrews, nei panni di una tata, sta gardando due bambini. La ragazzina vede un gatto, che saltando finisce in uno dei disegni di strada simili a quello di Bert, e allora dice al ragazzino cosa è successo, ma lui non le crede. Julie, allora, decide di saltare dentro il dipinto insieme ai bambini, e si ritrovano dentro una sala del trono di un re molto intelligente, che vuole essere il più intelligente dell'universo, ma man mano che apprende, trascura sempre più la sua regina. Il gatto decide di sfidare il re a una gara di intelligenza, vincendo, e dimostrando al sovrano che l'apparenza può ingannare e che la pazienza è la cosa più forte del mondo, perché con essa si può superare ogni ostacolo.
Il re, sconfitto, si abbatte dicendo di non sapere più chi è, allora il gatto gli dice di guardare nei suoi occhi, e il re vede se stesso da giovane con la regina, e capisce che potrà anche non essere l'uomo più intelligente dell'universo, ma almeno è felice. Usciti dal disegno, i bambini parlano dei fatti accaduti, ma Julie dice loro che tutte quelle cose magiche non sono in realtà accadute. Alla fine del cortometraggio, l'ombra della donna mostra la silhouette di Mary Poppins.

## Riferimenti nella cultura di massa
Nel racconto The Problem of Susan, di Neil Gaiman, viene menzionato un breve racconto umoristico (per P. L. Travers) chiamato Mary Poppins Brings in the Dawn, nel quale Mary Poppins era la tata di Gesù.
Mary Poppins appare nel terzo graphic novel di Alan Moore, Black Dossier. In seguito appare in Century:2009, dove ella sconfigge un mostro creato da Oliver Haddo. In questo caso, lei ed altri personaggi fanno intendere che ella possa essere una personificazione di Dio.
In una sequenza che celebra la letteratura per bambini britannica durante la cerimonia d'apertura ai Giochi Olimpici del 2012 a Londra, un gruppo di più di trenta Mary Poppins scese dal cielo in massa per combattere e sconfiggere gli incubi (che consistevano nella Regina di cuori, Capitan Uncino, Crudelia De Mon e Lord Voldemort che erano intenti a rubare i sogni dei bambini). La sequenza è chiamata Seconda stella a destra e poi dritto fino al mattino.
Nella serie animata I Simpson, nella stagione 8 episodio Simpsoncalifragilistichespirali-d'oh-so, Marge assume una nuova tata e governante per la famiglia, chiamata Shary Bobbins, che cerca di aiutarli a diventare persone migliori, ma alla fine cade nell'alcolismo.